# Торшин, Владимир Иванович
Владимир Иванович Торшин (род. 14 сентября 1951, г. Красногорск Московской области) — российский физиолог, доктор биологических наук, профессор, заведующий кафедрой нормальной физиологии Медицинского факультета РУДН (с 1998).

## Биография
В 1978 г. окончил биологический факультет Московского государственного университета им. М. В. Ломоносова по специальности «физиология человека и животных». В 1978—1980 гг. работал в лаборатории патофизиологии нервной системы НИИ общей патологии АМН СССР под руководством академика РАМН Г. Н. Крыжановского.
В 1980—1983 гг. — аспирант кафедры нормальной физиологии медицинского факультета Университета дружбы народов им. Патриса Лумумбы. В 1983 г. защитил кандидатскую диссертацию. С 1983 г. — ассистент, затем старший преподаватель, доцент, профессор кафедры нормальной физиологии (с 1994 г.). В 1993 г. защитил докторскую диссертацию. Одновременно в 1995—2001 гг. — заместитель декана по специальностям «Фармация», «Стоматология» и «Сестринское дело».

## Научная деятельность
Основные направления научных исследований : экология, адаптация, биоритмы, биоэлектрическая активность мозга, эпилептогенез. Обосновал и предложил метод профилактики судорожных приступов у больных эпилепсией — адаптация к периодической гипоксии, который в настоящее время используется в Центральной клинической больнице Московской Патриархии.
Является Председателем проблемной комиссии «Эколого-физиологические проблемы адаптации» Научного Совета по экспериментальной и прикладной физиологии при Российской академии медицинских наук, членом Президиума Московского общества физиологов, входит в состав учебно-методической комиссии по нормальной физиологии при Минздравсоцразвития РФ. С 2010 г. — председатель этического комитета медицинского факультета.
С 1995 г. — член-корреспондент, с 2000 г. — действительный член Российской экологической академии. С 2004 г. — действительный член Международной академии наук высшей школы. С 2005 г. состоит в секции физиологии Отделения медико-биологических наук РАМН.
Подготовил одного доктора и 4 кандидатов наук.
Автор более 200 научных работ, в том числе двух изобретений.

### Избранные труды

#### Монографии и учебные пособия
- Практикум по нормальной физиологии. — 1996, 2004.
- Экология человека : учебник. — 1994, 1997.
- Экология человека : Словарь-справочник. — 1997.
- Альбома основных физиологических показателей в графиках, схемах, цифрах. — 1998.
- Основы физиологии человека : учебник. — 2000, 2007, 2009.
- Физиология и основы анатомии : учебник. — Медицина, 2011.

- Использование статической постурографии с целью оценки воздействия различных визуальных стимулов на ряд стабилографических показателей / Торшин В.И., Свешников Д.С., Мясников И.Л. / Технологии живых систем. 2014. № 6. С. 48-53.
- Влияние гипоксии на формирование экспериментального сахарного диабета / Торшин В.И., Калашникова Е.Ю., Шевченко Л.В. / Патогенез. 2015. Т. 13. № 2. С. 27-30.
- Сравнительная оценка вариабельности сердечного ритма при проведении септопластики и тонзилэктомии / Кастыро И.В., Демина Е.Н., Попадюк В.И., Шевелев О.А., Торшин В.И., Ильинская М.В., Старцева Т.А., Ключникова О.С. / Бюллетень Восточно-Сибирского научного центра Сибирского отделения Российской академии медицинских наук. 2016. № 1 (107). С. 16-19.

## Награды
Почётный работник высшего профессионального образования Российской Федерации (2011).